# گودیاسکو
گودیاسکو (به ایتالیایی: Godiasco Salice Terme) یک کومونه در ایتالیا است که در استان پاویا واقع شده‌است.

## خصوصیات
گودیاسکو ۲۰٫۶ کیلومترمربع مساحت و ۲٬۹۶۸ نفر جمعیت دارد و ۱۹۶ متر بالاتر از سطح دریا واقع شده‌است.